# William Baldé
Pour les articles homonymes, voir Baldé.
William Baldé est un chanteur, auteur et compositeur français né le 4 avril 1971, à Kindia, en Guinée.

## Biographie
William Mohamed Baldé est né à Kindia, en Guinée, d'une mère médecin et d'un père styliste. Il a grandi à Dakar, au Sénégal. À 13 ans, il rejoint son père à Paris.
À défaut de devenir médecin comme sa mère, il envisage des études d'avocat. Mélomane et cinéphile, il fréquente le milieu des artistes de Montmartre pour ensuite devenir musicien lui-même.

## Carrière
William Baldé commence sa carrière avec le groupe afro soul Yuba où il chante en anglais. Le groupe est signé chez EMI et sort un premier album, Everybody Nyani-Nyani, en 1995. Reconnu par le monde du spectacle[réf. souhaitée], Yuba fait des premières parties prestigieuses Jamiroquai, Eagles, Diana King.
William forme ensuite le groupe « Les Jams » avec lequel il chante des reprises d’Otis Redding et autres standards de la musique soul, notamment dans le sud de la France, en Europe et aux États-Unis.
Il assure la première partie de la tournée 2007-2008 de Christophe Maé. Sa carrière solo commence en 2008, avec la sortie de l'album En corps étranger, signé chez Warner France.
L'album se vend à plus de 220 000 exemplaires et reste numéro un des ventes durant seize semaines ce qui lui vaut une nomination aux Victoires de la musique 2009.
Le tube Rayon de soleil couronne son succès durant l'été 2008.
Il sort ensuite un deuxième album, On s’était dit, à l’automne 2010. Puis il enchaîne sur une tournée en France et à l'étranger (Brésil, Afrique...)

## Discographie
- Everybody Nyani-Nyani (1995)
- En corps étranger (2008)
- On s'était dit... (2010)

## Singles
- Rayon de soleil (Juillet 2008)
- Sweat Lady. (Septembre 2008)
- Sur la route de Dakar. (Décembre 2008)
- Elle Rêve. (Avril 2010)
- J'ai Pas Mes Papiers (Juillet 2010)

| Sortie         | Titre                 | Classement | Classement | Classement | Classement | Album             |
| Sortie         | Titre                 | FR         | FR TL      | BEL/Fr     | SUI        | Album             |
| -------------- | --------------------- | ---------- | ---------- | ---------- | ---------- | ----------------- |
| Juillet 2008   | Rayon de Soleil       | 1          | 1          | 1          | 24         | En corps étranger |
| Septembre 2008 | Sweet Lady            |            |            |            |            | En corps étranger |
| Décembre 2008  | Sur la Route de Dakar |            |            |            |            | En corps étranger |
| Mars 2010      | Elle rêve             |            |            |            |            | On s'était dit... |
| Juillet 2010   | J'ai Pas Mes Papiers  |            |            |            |            | On s'était dit... |